# اسم مقبول ياباني
الاسم المقبول الياباني (بالإنجليزية: Japanese Accepted Name)‏ هو الاسم الرسمي غير مسجل الملكية الذي تمنحه حكومة اليابان لأي مادة دوائية.